# غيلبرتو باربوسا نونيز فيلهو
غيلبرتو باربوسا نونيز فيلهو هو لاعب كرة قدم برازيلي في مركز الدفاع، ولد في 19 سبتمبر 1989 في ألفورادا في البرازيل. لعب مع نادي خواريز.